# Ramonda prunicia
Ramonda prunicia là một loài ruồi trong họ Tachinidae.